# O Favorito dos Bórgias
O Favorito dos Bórgias (em inglês:  Prince of Foxes) é um filme norte-americano de 1949, do gênero aventura, dirigido por Henry King e estrelado por Tyrone Power e Orson Welles.